# Champfleury (Marne)
Champfleury település Franciaországban, Marne megyében. Lakosainak száma 603 fő (2022. január 1.). Champfleury Reims, Montbré, Trois-Puits, Villers-Allerand és Villers-aux-Nœuds községekkel határos.

## Népesség
A település népességének változása:
| Lakosok száma | 178  | 438  | 453  | 515  | 523  | 530  | 551  | 568  | 583  | 603  |
|               | 1968 | 1982 | 1990 | 2006 | 2013 | 2015 | 2017 | 2019 | 2020 | 2022 |